# Vestmotorvejen
Der  Vestmotorvejen (Westautobahn) ist eine dänische Autobahn im Zug der Europastraße 20. Er verbindet auf der Insel Seeland (dänisch: Sjælland) die von Kopenhagen kommende Autobahn Køge Bugt Motorvejen mit dem Übergang Storebæltsforbindelsen über den Großen Belt, der zur Autobahn Fynske Motorvej auf der Insel Fünen (dänisch: Fyn) führt, die die E 20 nach Westen fortsetzt. Damit bildet die an Ringsted, Sorø, Slagelse und Korsør vorbeiführende Autobahn einen Teil der Verbindung zwischen Kopenhagen, Odense, Jütland und Esbjerg nach Westen. Die Länge der Autobahn wird mit 71 km angegeben.
Die Autobahn ist durchgehend vierspurig ausgebaut.

## Geschichte
Die Autobahn wurde abschnittsweise zwischen 1959 und 1993 in Betrieb genommen.